# John Lindsay (Musiker)
John Lindsay, auch Johnny Lindsay, (* 23. August 1894 in New Orleans; † 3. Juli 1950 in Chicago) war ein US-amerikanischer Jazzmusiker (Bass, Posaune).
Lindsay begann im Jugendalter in der Familienband seines Vaters zu spielen. Während seines Militärdienstes im Ersten Weltkrieg lernte er Posaune, die er bis Mitte der 1920er Jahre als Zweitinstrument benutzte. Als Bassist und Posaunist spielte er in dieser Zeit bei John Robichaux in New Orleans und bei Armand J. Piron in New York City, wo 1923 erste Aufnahmen entstanden. In der Band von Dewey Jackson arbeitete er auf Flussdampfern; 1925 in Chicago bei Willie Hightower, Carroll Dickerson, Lil Hardin und Jimmy Bell. Lindsay ging 1931/32 mit Louis Armstrong auf Tourneen und arbeitete dann die letzten 25 Jahren seines Lebens in Chicago. In den 1940er Jahren leitete er dort ein eigenes Quartett, mit dem er ein Engagement in der Music Bar hatte. Lindsay, der im Laufe seiner Karriere bei neunzig Aufnahmesessions mitwirkte, ist unter anderem auch auf Schallplatten von Jelly Roll Mortons Red Hot Peppers (1926), Richard M. Jones, Harlem Hamfats (1936/37), Johnny Dodds, Jimmie Noone, Chippie Hill, Georgia White, Lil Johnson und Punch Miller zu hören.